# Холодний борщ (страва)

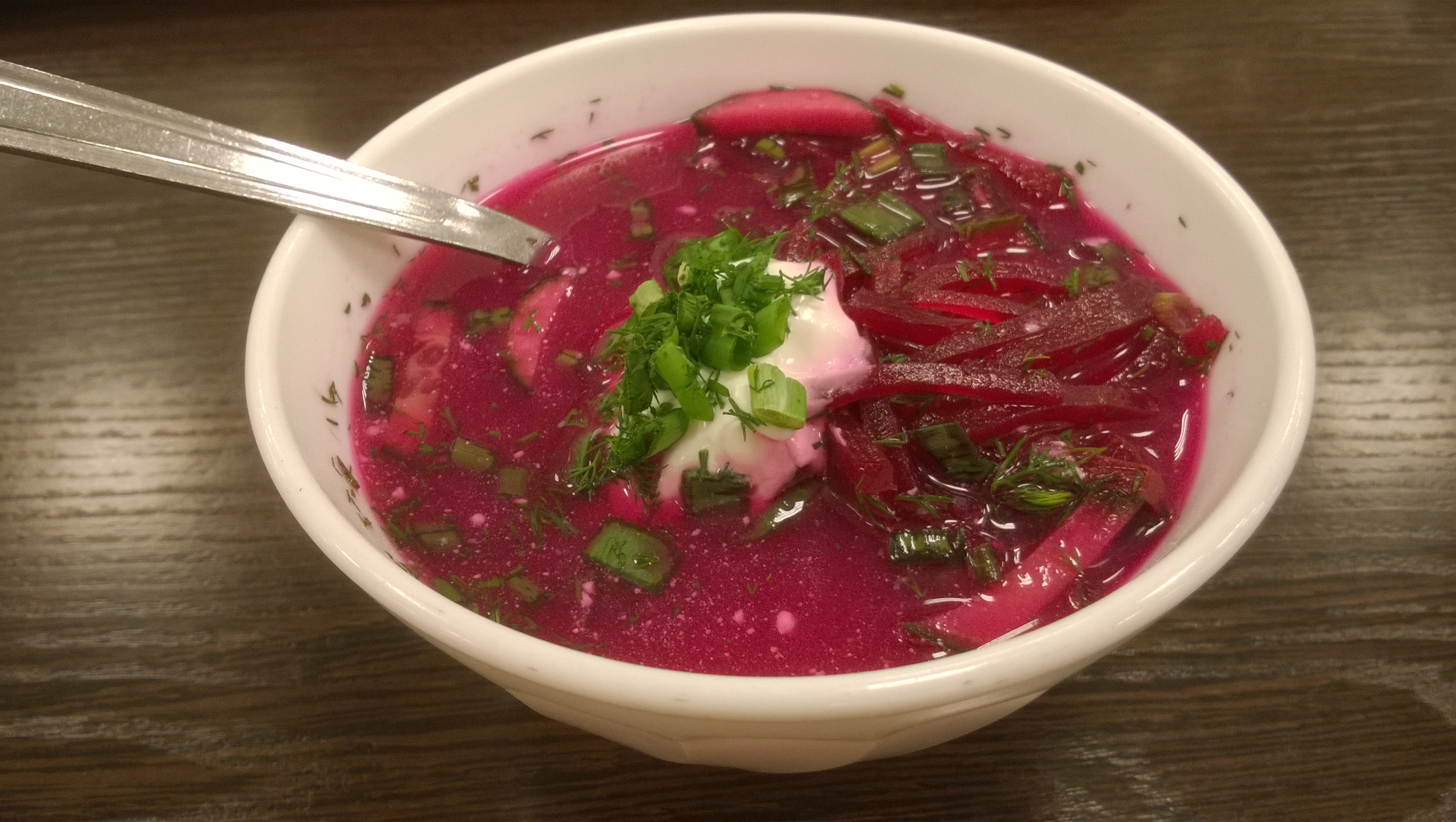
Холодний борщ із м'ясом

Холодний борщ — літній холодний овочевий суп з буряком в українській кухні популярний у спеку.
Варіант холодного борщу — зелений борщ зі шпинатом і щавлем. Схожа страва — холодник.
Холодний борщ готують на овочевому відварі, квасі або м'ясному, зазвичай яловичому бульйоні з припущеними з оцтом буряком разом з бадиллям та окремо морквою. Охолоджений бульйон проціджують та прибирають жир. Суп заправляють нарізаними соломкою свіжими огірками, шаткованою зеленою цибулею, вареними яйцями, сметаною та зеленню, а перед подачею посипають рубаним кропом. Залежно від рецепта холодний борщ подають з відвареним м'ясом, іноді рибою (севрюгою, осетриною, судаком, тріскою) або крабами.
У Російській імперії холодний борщ набув поширення на півдні, де історично було менше квасоварень.

## Рецепт
У виданні «Кулінарія та організація виробництва дитячого харчування» 1988 року подано такий рецепт:
Оброблені буряки нарізають соломкою, складають у посуд, додають воду, лимонну кислоту (для збереження кольору) і припускають до м'якої консистенції, закривши кришкою. Припущені буряки охолоджують, розводять холодною кип'яченою водою, вводять сіль, цукор. Картоплю варять у шкірці, охолоджують та очищають. Яйця варять круто. Зелену цибулю і варені яйця дрібно шаткують. При подачі в тарілку наливають борщ, додають яйця, цибулю та сметану.